# Scar Symmetry
Scar Symmetry – zespół muzyczny powstały w Szwecji w 2004 roku, grający melodic death metal. Ich siedziba znajduje się w szwedzkim mieście Avesta, gdzie znajduje się studio nagraniowe Black Lounge Studios, będące własnością jednego z gitarzystów zespołu, Jonasa Kjellgrena.
Scar Symmetry wykorzystuje w swoich piosenkach na przemian niski growl i czysty śpiew. 11 września 2008, zespół opuścił główny wokalista, Christian Älvestam. 7 października 2008 zespół ogłosił, że do składu dołączyli dwaj nowi wokaliści – Lars Palmqvist oraz Roberth Karlsson.

## Tematy poruszane w tekstach
Teksty Scar Symmetry są często inspirowane źródłami zewnętrznymi, takimi jak literatura, mitologia, filozofia, religia, science fiction oraz fizyka kwantowa. Ich utwory odnoszą się do teorii spiskowych, konspiracji (sekretne rządy, Illuminati), niewidzialnej kontroli umysłów i nieuchronności zagłady ludzkości z jej własnej ręki, o czym w szczególności traktuje album „Pitch Black Progress”. Album „Holographic Universe” opisuje teorię wszechświata holograficznego, według której „rzeczywistość, której świadomie doświadczamy, nie jest prawdziwa (...) Wszechświat jest hologramem utworzonym przez świadomość.”
Muzycy nawiązują także do psychologii: mrocznych zakątków ludzkiej psychiki („Chaosweaver”), sposobu myślenia osoby o osobowości schizoidalnej („Dominion”) oraz dążenia do odmienności od ogółu („Deviate from the Form”). W niektórych utworach poruszają także tematykę religii, koncentrując się na poszukiwaniu sensu życia poza wiarą w bogów, a także np. wędrówkach dusz w zaświatach („Eleventh Sphere”).

## Muzycy
| Obecny skład zespołu - Henrik Ohlsson – perkusja (od 2004) - Per Nilsson – gitara, instrumenty klawiszowe (od 2004) - Lars Palmqvist – śpiew (od 2008) - Roberth Karlsson – śpiew (od 2008) - Andreas Holma – gitara basowa (od 2016) - Ben Ellis – gitara (od 2016) |  | Byli członkowie zespołu - Kenneth Seil – gitara basowa (2004-2015) - Jonas Kjellgren – gitara, instrumenty klawiszowe (2004-2013) - Christian Älvestam – śpiew (2004-2008) |  | Muzycy koncertowi - Fredrik Groth – gitara, gitara basowa (od 2012) - Ben Ellis – gitara (2014-2016) - Andreas Silén – gitara basowa (od 2015) |

## Dyskografia
| 2005                           | Symmetric in Design - Data: 7 lutego 2005 - Wydawca: Cold Records/Metal Blade               | –  | –  | –  |
| 2006                           | Pitch Black Progress - Data: 21 kwietnia 2006 - Wydawca: Nuclear Blast                      | –  | –  | –  |
| 2008                           | Holographic Universe - Data: 20 czerwca 2008 - Wydawca: Nuclear Blast                       | 37 | 65 | 68 |
| 2009                           | Dark Matter Dimensions - Data: 2 października 2009 - Wydawca: Nuclear Blast                 | –  | –  | –  |
| 2011                           | The Unseen Empire - Data: 15 kwietnia 2011 - Wydawca: Nuclear Blast                         | –  | –  | –  |
| 2014                           | The Singularity (Phase I: Neohumanity) - Data: 3 października 2014 - Wydawca: Nuclear Blast | 35 | –  | –  |
| „–” pozycja nie była notowana. |                                                                                             |    |    |    |